# Distribuição exponencial

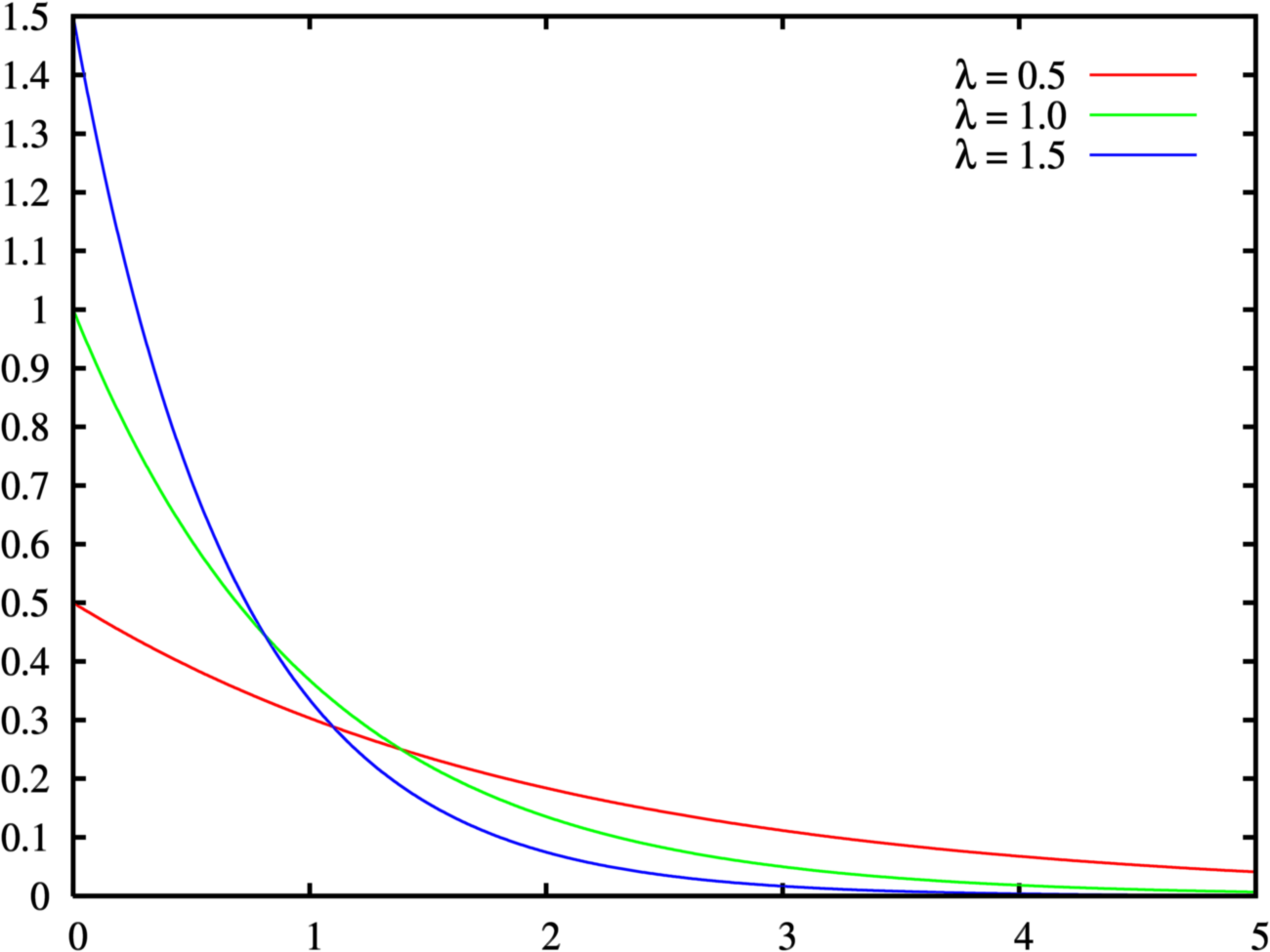
A função densidade de probabilidade da distribuição exponencial para diferentes valores de λ.

A função distribuição acumulada da distribuição exponencial para diferentes valores de λ.

A distribuição exponencial é um tipo de distribuição contínua de probabilidade, representada por um parâmetro {\displaystyle \lambda }. Sua função de densidade pode ser expressa por:
| Em linguagem matemática | Em Português |
| --- | --- |
| {\displaystyle f(x;\lambda )=\left\{{\begin{matrix}{\color {Red}\lambda e^{-\lambda x}}&,\;x\geq 0,\\0&,\;x<0.\end{matrix}}\right.} | A probabilidade de a variável aleatória X assumir qualquer valor não negativo no intervalo infinitesimal [x*, x*+dx] é {\displaystyle {\color {Red}\lambda e^{-\lambda x}dx}}. A probabilidade de a variável aleatória X assumir um valor negativo é zero. |

Repare que existe uma família de distribuições exponenciais (e não apenas uma) - cada uma com um {\displaystyle \lambda } (parâmetro lambda) diferente.
E sua função acumulada:
| Em linguagem matemática | Em Português |
| --- | --- |
| {\displaystyle F(x;\lambda )=\left\{{\begin{matrix}{\color {Red}1-e^{-\lambda x}}&,\;x\geq 0,\\0&,\;x<0.\end{matrix}}\right.} | A probabilidade de a variável aleatória X assumir um valor menor ou igual a certo valor x* é {\displaystyle {\color {Red}1-e^{-\lambda x}}}, se x* for não-negativo, e 0, em caso contrário. |

## Propriedades

### Valor Esperado
{\displaystyle \mathrm {E} [X]={\frac {1}{\lambda }}\!}

### Variância
{\displaystyle \mathrm {Var} (X)=E(X^{2})-[E(X)]^{2}={\frac {1}{\lambda ^{2}}}\!}

### Falta de Memória
Se T é uma variável aleatória com distribuição exponencial, então sua probabilidade condicional obedece a equação:
{\displaystyle Pr(T>s+t\;|\;T>s)=Pr(T>t)\;\;{\hbox{para todo}}\ s,t\geq 0.}
Isso pode ser visto considerando a função de distribuição cumulativa complementar:
{\displaystyle {\begin{aligned}\Pr \left(T>s+t\mid T>s\right)&={\frac {\Pr \left(T>s+t\cap T>s\right)}{\Pr \left(T>s\right)}}\\[4pt]&={\frac {\Pr \left(T>s+t\right)}{\Pr \left(T>s\right)}}\\[4pt]&={\frac {e^{-\lambda (s+t)}}{e^{-\lambda s}}}\\[4pt]&=e^{-\lambda t}\\[4pt]&=\Pr(T>t).\end{aligned}}}
Isso significa que a probabilidade de que seja necessário esperar, por exemplo, mais que 30 segundos até que o evento aconteça, dado que esse evento não aconteceu antes de 20 segundos, é a mesma de que esse evento ocorra depois dos 10 segundos iniciais.

### Função Característica
{\displaystyle \varphi _{X}(t)={\frac {\lambda }{\lambda -it}}\ {\hbox{com}}\ i={\sqrt {-1}}}

## Distribuições relacionadas
- Uma distribuição de Weibull {\displaystyle f(x;k,\lambda )} reduz-se uma distribuição exponencial quando {\displaystyle k=1}.
- Distribuição de poisson se a variável aleatória continua T representar o tempo passo entre a ocorrência de dois eventos de poisson, então a probabilidade da não ocorrência no tempo "t" é igual a probabilidade de que o tempo T entre as ocorrências seja maior que "t". Exemplo:  Admita que o número de avarias de uma fotocopiadora é um processo de Poisson com taxa λ =5/ano. Calcule a probabilidade do tempo entre avarias consecutivas ser inferior a um mês. Resolução: O tempo X entre avarias consecutivas tem distribuição Exp(5). Assim, a probabilidade pedida é:  {\displaystyle Pr(X<1/12)=Pr(X<{\frac {1}{12}})=Fx({\frac {1}{12}})=1-e^{\frac {-\lambda }{12}}=1-e^{\frac {-5}{12}}=0,3048}